# Rolan's Curse
Rolan's Curse (ベリオス ローランの魔獣?, Velious: Roland no Majū) è un videogioco del 1990 per Game Boy. Il videogioco ha avuto un sequel nel 1992, Rolan's Curse II.

## Modalità di gioco
Simile a Mystic Quest, The Legend of Zelda: Link's Awakening e Gargoyle's Quest, il videogioco prevede una modalità a due giocatori tramite Game Link Cable e un sistema di salvataggio con password.